# 킬리안 데인

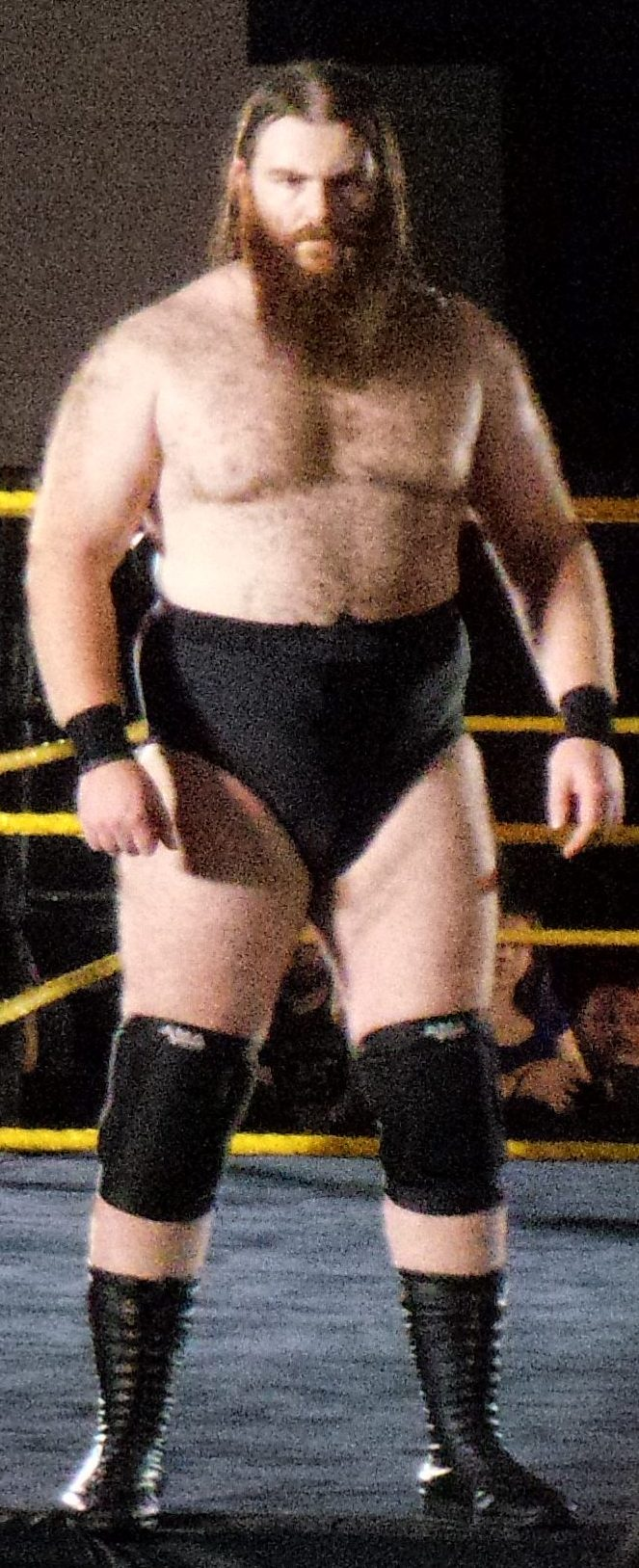

킬리안 데인(Killian Dain, 1985년 2월 20일 ~ )은 본명은 다미안 막클(Damian Mackle)에다가 예전 링네임이 빅 다모(Big Damo)에다가 데미안 오'코너(Damian O'Connor)라는 가지는 경우도 있었다. 남자 영국의 프로레슬링선수다. 말하자면 영국 북아일랜드 벨파스트에서 태어나는 모습이다. 키는 194cm(6 ft 4 in)에다가 몸무게는 156kg(343 lb)이다. 피니쉬는 베이더 밤(코너 슬링샷 스플래쉬), 데인 드라이버/얼스터 플랜테이션(원-헨드 일렉트릭 체어 드라이버), 밴-다모-나토르(다이빙 프론트 코너-투-코너 드롭킥), 런닝 센턴으로 사용을 한다. 시그니처는 런닝 로우 크로스바디, 수어사이드 다이브, 런닝 빅 붓을 자주 사용을 한다.

## Professional wrestling highlights
- Finishing moves
  - Dain Driver / Ulster Plantation (One-handed electric chair driver)
  - Running senton sometimes while using standing position on a downed opponent - sometimes used as a signature moves
  - Vader Bomb (Corner slingshot splash) - 2018-present; used as a characteristic move previously
  - Van-Damo-Nator (Diving front corner-to-corner dropkick) - 2016; used as a characteristic move earlier
- Signature moves
  - Belfast Bomb (Diving senton bomb)
  - Fireman's carry slam frontal strike followed by a running senton
  - Powerbomb followed by a running elbow drop
  - Running big boot
  - Suicide dive
- Manager
  - Nikki Cross
- Train Wrestlers
  - Joe Coffey
- Entrance themes
  - "Beast" by Neil McDougall (Independent circuit; 2013-2016)
  - "Controlled Chaos" by CFO$ (WWE NXT/WWE; 2016-2019; used as a member of Sanity)
  - "Beast of Belfast" by CFO$ (NXT/WWE; 2017-2019)
  - "Darkness Past" by CFO$ (WWE NXT; 2019-2020)
  - "Best Friends Forever" by Julien Cavard & Raphael Nauleau (WWE NXT; 2020-2021; used in tandem with Drake Maverick)
  - "Floating On a Breeze" by CFO$ (WWE NXT; 2021; used in tandem with Drake Maverick)
  - "Belfast Blitz" by David Grimason (OTTW/NJPW; 2021-present)

## 수상
- 3CW 태그팀 챔피언 (1회) - 스콧 렌윅
- ICW 월드 헤비웨이트 챔피언 (1회)
- 프라이드 레슬링 챔피언 (1회)
- PWI 랭크드 힘 #119 오브 더 탑 500 싱글즈 레슬링 인 더 PWI 500 인 2018
- 레클러스 인텐트 하드코어 챔피언 (1회)
- 레클러스 인텐트 헤비웨이트 챔피언 (1회)
- SSW 태그팀 챔피언 (1회) - 스콧 렌윅
- SWA 레어드 오브 더 링 챔피언 (1회)
- SWA 태그팀 챔피언 (6회) - 스콧 렌윅 (4회), 피트 오닐 (1회), 치킨 (1회)
- SWE 헤비웨이트 챔피언 (1회)
- WCPW 챔피언 (1회)
- W3L 월드 헤비웨이트 챔피언 (1회)
- W3L 월드 태그팀웨이트 챔피언 (1회) - 스콧 렌윅
- W3L 월드 헤비웨이트 타이틀 토너먼트 (2017)
- WWE NXT 이열-엔 어워즈 (1회)
  - 태그팀 오브 더 이열 (2017) - 알렉산더 울프 언드 에릭 영
- XWA 브리티쉬 월드 헤비웨이트 챔피언 (1회)
- XWA 브리티쉬 월드 헤비웨이트 타이틀 토너먼트 (2014)